# Грон (река)
Грон (фр. Grosne) је река у Француској. Дуга је 96 km. Улива се у Саону. 